# 3β-ヒドロキシ-5β-ステロイドデヒドロゲナーゼ
3β-ヒドロキシ-5β-ステロイドデヒドロゲナーゼ（3β-hydroxy-5β-steroid dehydrogenase）は、次の化学反応を触媒する酸化還元酵素である。
すなわち、この酵素の基質は3β-ヒドロキシ-5β-プレグナン-20-オンとNADP+、生成物は5β-プレグナン-3,20-ジオンとNADPHとH+である。
組織名は3β-hydroxy-5β-steroid:NADP+ 3-oxidoreductaseで、別名に3β-hydroxysteroid 5β-oxidoreductase, 3β-hydroxysteroid 5β-progesterone oxidoreductaseがある。